# Медные монеты
Медные монеты — монеты (а также медали), которые изготовлены
- из технически чистой меди, то есть с небольшой долей примесей, обусловленной уровнем развития металлургии соответствующей эпохи (в настоящее время — до 0,01 %);
- из различных сплавов на основе меди (бронза, латунь, потин и так далее).

Наряду с золотыми и серебряными, монеты из меди и её сплавов являются одной из древнейших форм монетной чеканки. Так, например, в Древнем Риме именно медные (бронзовые) слитки, а затем монеты были первыми инструментами денежного обращения.
В большинстве случаев медные монеты были разменными, то есть второстепенными, производными от более ценных золотых и серебряных монет, и неполноценными, но иногда это были и полноценные ходячие монеты (например, шведские и русские медные платы или плоты).

## Сохранность медных монет

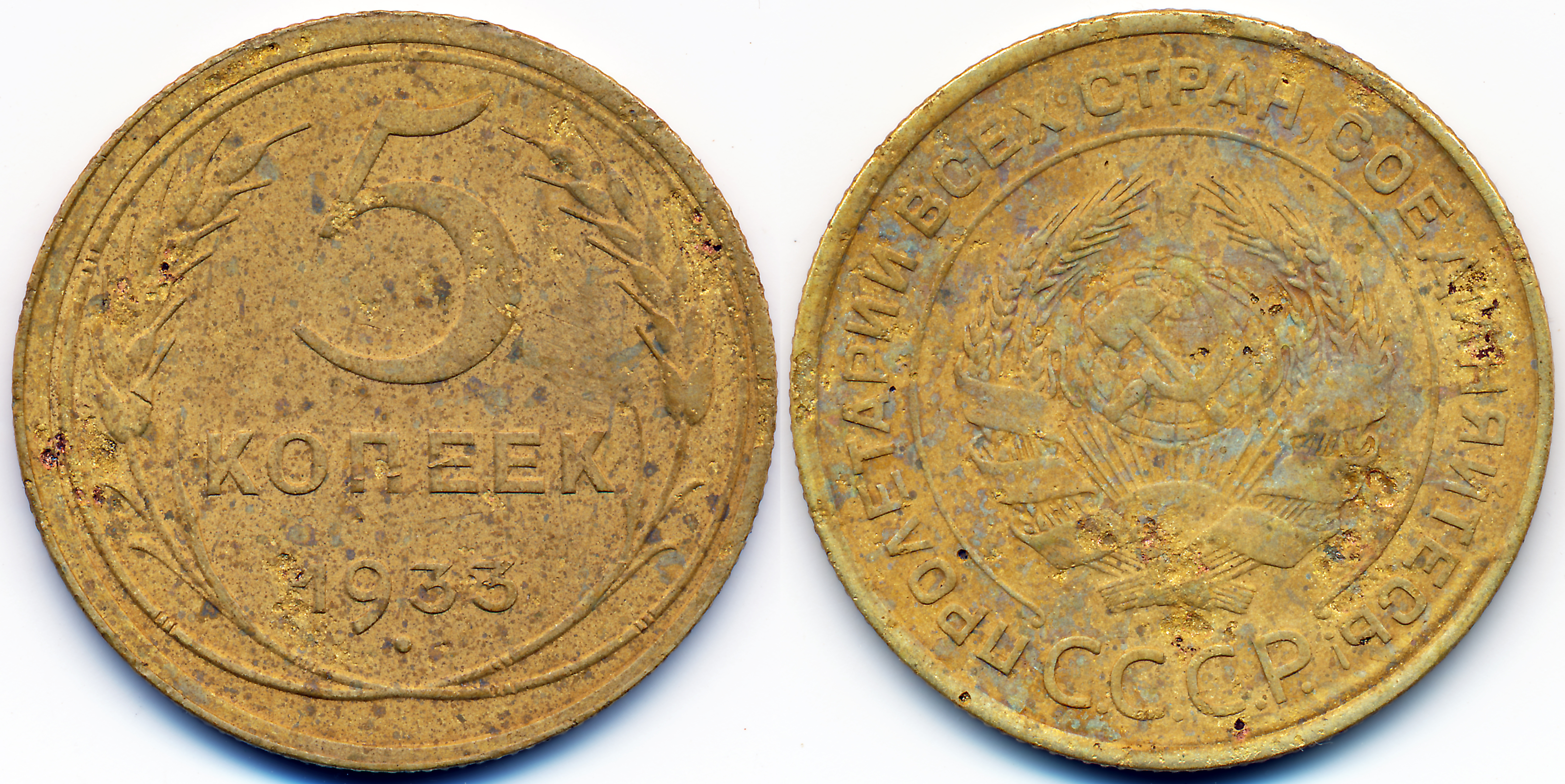
Результаты множественной коррозии после химического удаления её основных продуктов.

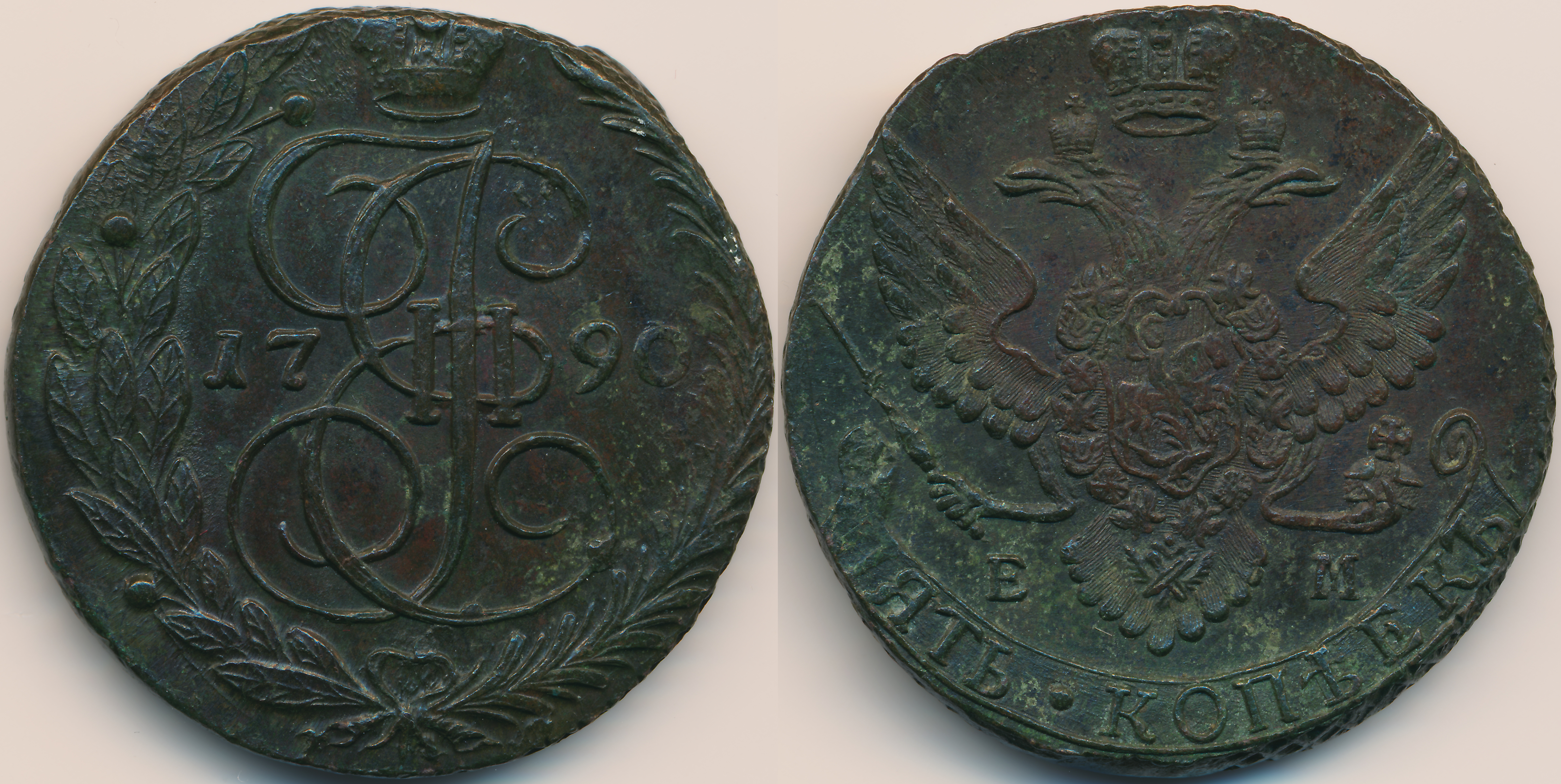
Сплошная плотная ровная малахитовая патина на монете, не имеющей следов обращения.

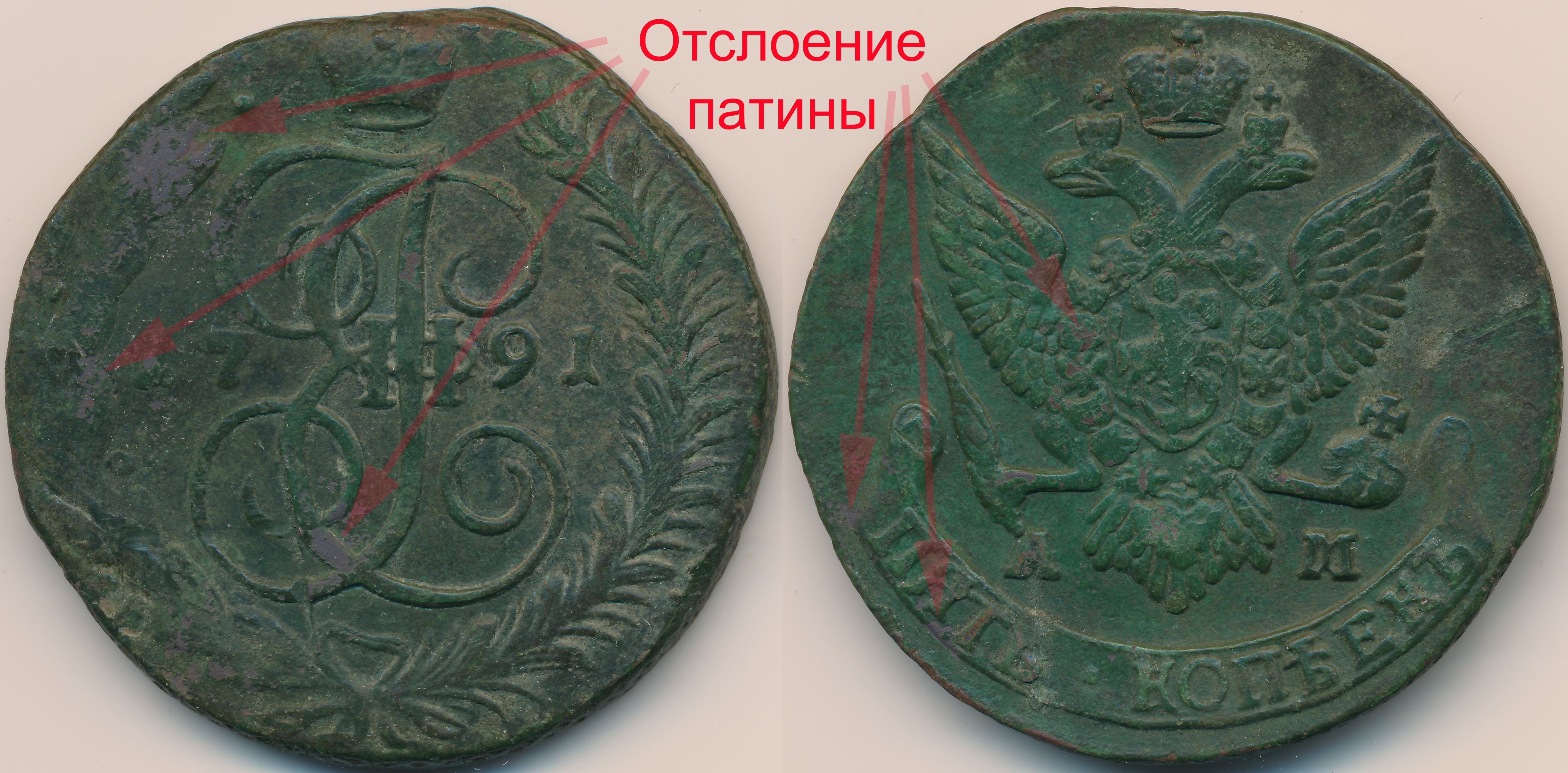
Неплотно прилегающая малахитовая патина с участками отслоения.

Монеты из меди весьма неустойчивы к коррозии. Существует множество видов коррозии меди, многие особенности которых к настоящему времени изучены недостаточно. Коррозия медных монет может быть как поверхностной, уничтожающей частично или полностью штемпельный рельеф, так и глубинной, способной «съесть» металл на всю толщину монеты.
Лучшей профилактикой разрушающей коррозии считается образование на монете благородной малахитовой (зеленоватой) или кабинетной (светло-шоколадной) патины. Первая чаще образуется в благоприятных естественных условиях, вторая — при хранении монеты в помещении с низкой влажностью воздуха. Для образования таких видов патины необходимы долгие годы. Искусственным ускоренным путём получить такие виды патины невозможно. Некоторые нумизматы, но чаще — продавцы монет, склонны называть патиной любой слой солей или окислов на поверхности монеты.
Качество благородной малахитовой патины определяется следующими её особенностями.
- Плотность прилегания к нижележащему металлу. При неплотном прилегании возможно развитие коррозии под патиной и/или отслоение патины.
- Наличие патины на всей поверхности монеты. Отсутствие патины на отдельных участках может привести к развитию на них коррозии.
- Достаточная толщина патины, не позволяющая атмосферной коррозии её разрушить.
- Гладкость поверхности патины (иногда воспринимаемая как эффект полировки), не позволяющая при повышенной влажности воздуха развиваться коррозии в мелких трещинах и полостях.
- Монохромность патины, свидетельствующая о её химической однородности и отсутствии напряжений между её отдельными участками[7].

Среди нумизматов существует два принципиально разных подхода к обеспечению сохранности монеты. Первый предполагает обязательную консервацию монеты посредством покрытия её каким-либо вязким составом: воском, парафином, маслами различной природы, специальными патинаторами и т. д. В основе такого подхода лежат два основных мотива: 1) профилактика коррозии; 2) улучшение вида монеты, в том числе товарного — монета смотрится более рельефно, на её поверхности замаскированы мелкие дефекты. Второй подход предполагает сохранение монеты в благоприятных кабинетных условиях в состоянии «как есть». Мотивы этого подхода: 1) монета воспринимается без искажений её естественного цвета и формы; 2) развитие коррозионных процессов можно периодически отслеживать и при необходимости устранения их последствий использовать щадящие механические, химические или иные методы; 3) монеты, имеющие благородную патину, не нуждаются в консервации; 4) монеты, не имеющие очагов коррозии, будут постепенно приобретать кабинетную патину; 5) монету можно будет продать «с чистой совестью», поскольку её дефекты не будут замаскированы.

## Неоднозначность термина
Античные так называемые «медные монеты» изготавливались из бронзы, потина, латуни (аурихалка) или других сплавов на основе меди:
- греческие — 84 % меди и 16 % олова,
- римские — 79 % меди, 5 % олова и 16 % свинца или 63 % меди, 8 % олова и 29 % свинца.

Иногда это были случайные примеси, обусловленные уровнем развития технологий той эпохи, иногда — сознательное добавление лигатур для воздействия на определённые физические свойства (твёрдость, прочность, температуру плавления и так далее). В нумизматической литературе все такого рода монеты долгое время традиционно именовались медными.
Примером непосредственно медных монет являются русские монеты начала XVIII века на основе копейки — 5, 2, 
1 копейка, деньга (1⁄2), полушка (1⁄4) и полуполушка (1⁄8).

## Нумизматическая символика
В нумизматической литературе монеты и медали из меди или сплавов на её основе обозначаются символами AE, ae, Æ или æ (от лат. Aes, означавшего «медь», «бронза» и служившего названием древнеримских бронзовых слитков и монет ассов), реже — ♀ (алхимический символ меди и её управляющей планеты — Венеры).
Возможны и другие варианты обозначений. Так, например, в Германии медные монеты могут обозначаться буквой K (от нем. Kupfer — «медь»). В русскоязычной научной литературе XIX века встречается сокращение М. Современные тенденция — обозначать медные монеты символами периодической системы химических элементов, то есть символом Cu.